# Hội Đồng
Hội đồng (chữ Hán giản thể: 会同县, Hán Việt: Hội đồng huyện) là một huyện của địa cấp thị Hoài Hóa, tỉnh Hồ Nam, Cộng hòa Nhân dân Trung Hoa. Huyện này có diện tích 2245 km2, dân số năm 2004 là 345.482 người, trong đó dân nông nghiệp 307.460 người, phi nông nghiệp 38.022 người. Các đơn vị hành chính gồm 7 trấn (Lâm Thành, Đoàn Hà, Bảo Tử, Quảng Bình, Bình Thụ, Lãng Giang và Nhược Thủy), 12 hương (Cao Kỳ, Liên Sơn, Kim Long, Mã Yên, Nham Đầu, Địa Linh, Sa Khê, Trường Trại, Sái Khê, Tiêu Gia, Hoàng Mao và Vương Gia Bình) và 6 hương dân tộc.